# Paeonia obovata
 (novembre 2022).
La mise en forme du texte ne suit pas les recommandations de Wikipédia : il faut le « wikifier ».
Les points d'amélioration suivants sont les cas les plus fréquents. Le détail des points à revoir est peut-être précisé sur la page de discussion.
- Les titres sont pré-formatés par le logiciel. Ils ne sont ni en capitales, ni en gras.
- Le texte ne doit pas être écrit en capitales (les noms de famille non plus), ni en gras, ni en italique, ni en « petit »…
- Le gras n'est utilisé que pour surligner le titre de l'article dans l'introduction, une seule fois.
- L'italique est rarement utilisé : mots en langue étrangère, titres d'œuvres, noms de bateaux, etc.
- Les citations ne sont pas en italique mais en corps de texte normal. Elles sont entourées par des guillemets français : « et ».
- Les listes à puces sont à éviter, des paragraphes rédigés étant largement préférés. Les tableaux sont à réserver à la présentation de données structurées (résultats, etc.).
- Les appels de note de bas de page (petits chiffres en exposant, introduits par l'outil «  Source ») sont à placer entre la fin de phrase et le point final[comme ça].
- Les liens internes (vers d'autres articles de Wikipédia) sont à choisir avec parcimonie. Créez des liens vers des articles approfondissant le sujet. Les termes génériques sans rapport avec le sujet sont à éviter, ainsi que les répétitions de liens vers un même terme.
- Les liens externes sont à placer uniquement dans une section « Liens externes », à la fin de l'article. Ces liens sont à choisir avec parcimonie suivant les règles définies. Si un lien sert de source à l'article, son insertion dans le texte est à faire par les notes de bas de page.
- La présentation des références doit suivre les conventions bibliographiques. Il est recommandé d'utiliser les modèles {{Ouvrage}}, {{Chapitre}}, {{Article}}, {{Lien web}} et/ou {{Bibliographie}}. Le mode d'édition visuel peut mettre en forme automatiquement les références.
- Insérer une infobox (cadre d'informations à droite) n'est pas obligatoire pour parachever la mise en page.

Pour une aide détaillée, merci de consulter Aide:Wikification.
Si vous pensez que ces points ont été résolus, vous pouvez retirer ce bandeau et améliorer la mise en forme d'un autre article.
Paeonia obovata
Espèce
Classification phylogénétique
Paeonia obovata est une espèce de plantes à fleurs de la famille des Paeoniaceae. C'est une plante herbacée vivace du genre de la pivoine. Elle arbore des fleurs blanches, roses ou rouge-violet. Elle pousse dans plusieurs régions de Chine ainsi qu'en Corée, au Japon, en Russie extrême-orientale (Kraï du Primorié) et à Sakhaline,.

## Description
Paeonia obovata présente une grande variabilité morphologique. C'est une plante de 30–70 cm de haut, qui meurt à l'automne et hiverne avec des bourgeons juste sous la surface du sol.

### Racine, tige et feuilles
Cette plante a des racines épaisses, qui deviennent plus étroites vers leurs pointes. Ses tiges sont glabres et ont cinq à huit écailles vert jaunâtre à rose à sa base. Les feuilles sont disposées en alternance autour des tiges. Les limbes des feuilles les plus basses  sont divisés en trois. Ces parties sont elles-mêmes divisées en trois feuillets. Chacune de ces jusqu'à neuf folioles sont en forme d’œuf inversé, avec leurs surfaces tournées vers le bas, densément feutrées, grossièrement poilues ou sans poils, tandis que les surfaces tournées vers le haut sont toujours glabres,.

### Fleurs, fruits et graines
L'inflorescence est constituée d'une seule fleur au sommet de la tige, qui se situe entre 7 et 12 cm de diamètre. Il est sous-tendu par une ou deux bractées inégales en forme de folioles. Il a trois (parfois deux ou quatre) sépales verts inégaux, le plus souvent arrondi. Les quatre à sept pétales en forme d’œuf inversé peut s'étaler ou rester plus incurvé et varier en couleur entre le blanc, le rose, le rose-rouge, le carmin, le rouge-violet ou parfois le blanc avec une base ou une marge rosâtre. Les étamines sont blancs, vert-jaune ou violets près de leur base ou peuvent être entièrement violets. À l'intérieur de l'anneau d'étamines se trouve un disque bas, jaune, en forme d'anneau, qui encercle la base des deux ou trois (rarement un, quatre ou cinq) carpelles, qui sont glabres et se composent d'un ovaire vert surmonté d'un stigmate carmin. Ceux-ci se développent en un fruit sec, de forme ellipsoïde et de 2–3 cm de long. Ils contiennent des graines noires brillantes. Les fleurs s'ouvrent en mai et juin, tandis que les graines mûres appaissent en septembre,,.

### Variabilité
Paeonia obovata est une espèce dont un certain nombre de caractères diffèrent, comme la forme des feuilles, lle nombre d'étamines (entre 20 et 240) ou le nombre de carpelles (entre 1 et 5). Les plantes peuvent être diploïdes ou tétraploïdes. L'une de ces variétés à 20 chromosomes est maintenant reconnue. En effet la sous-espèce willmottiae, présente dans les monts Qin, se caractérise par un dessous poilu du limbe foliaire.

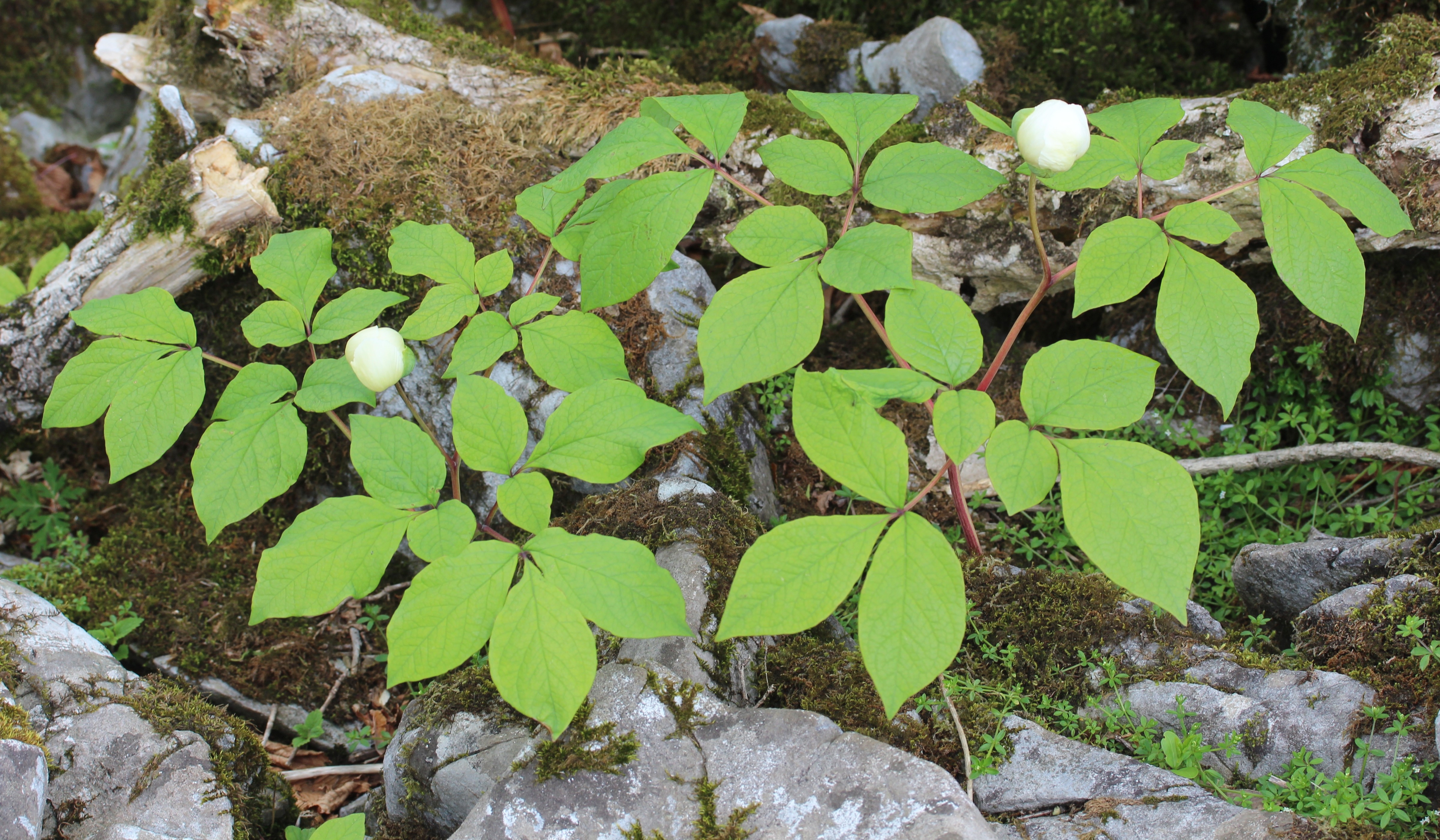
plante avec bourgeons.
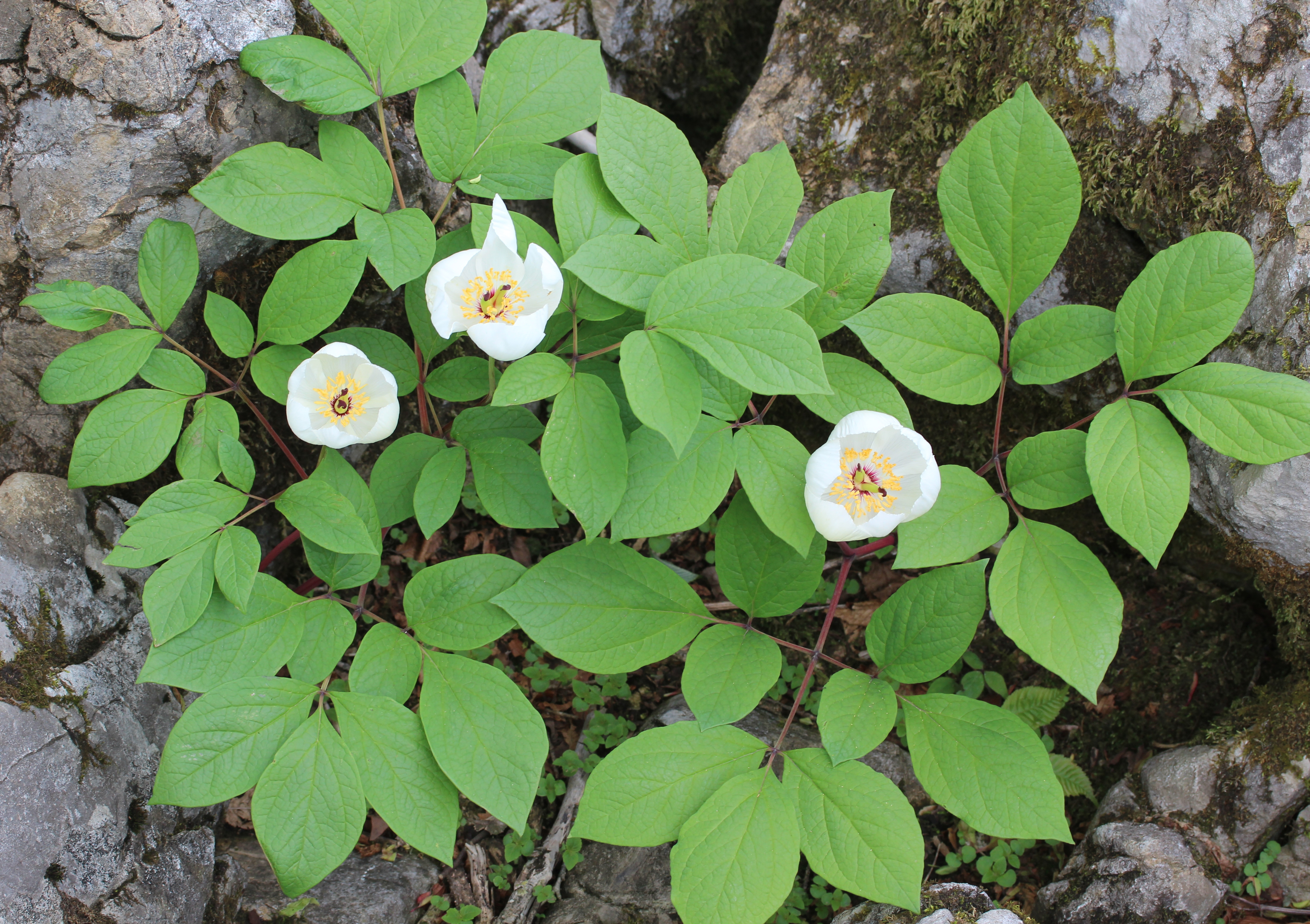
plante avec des fleurs.
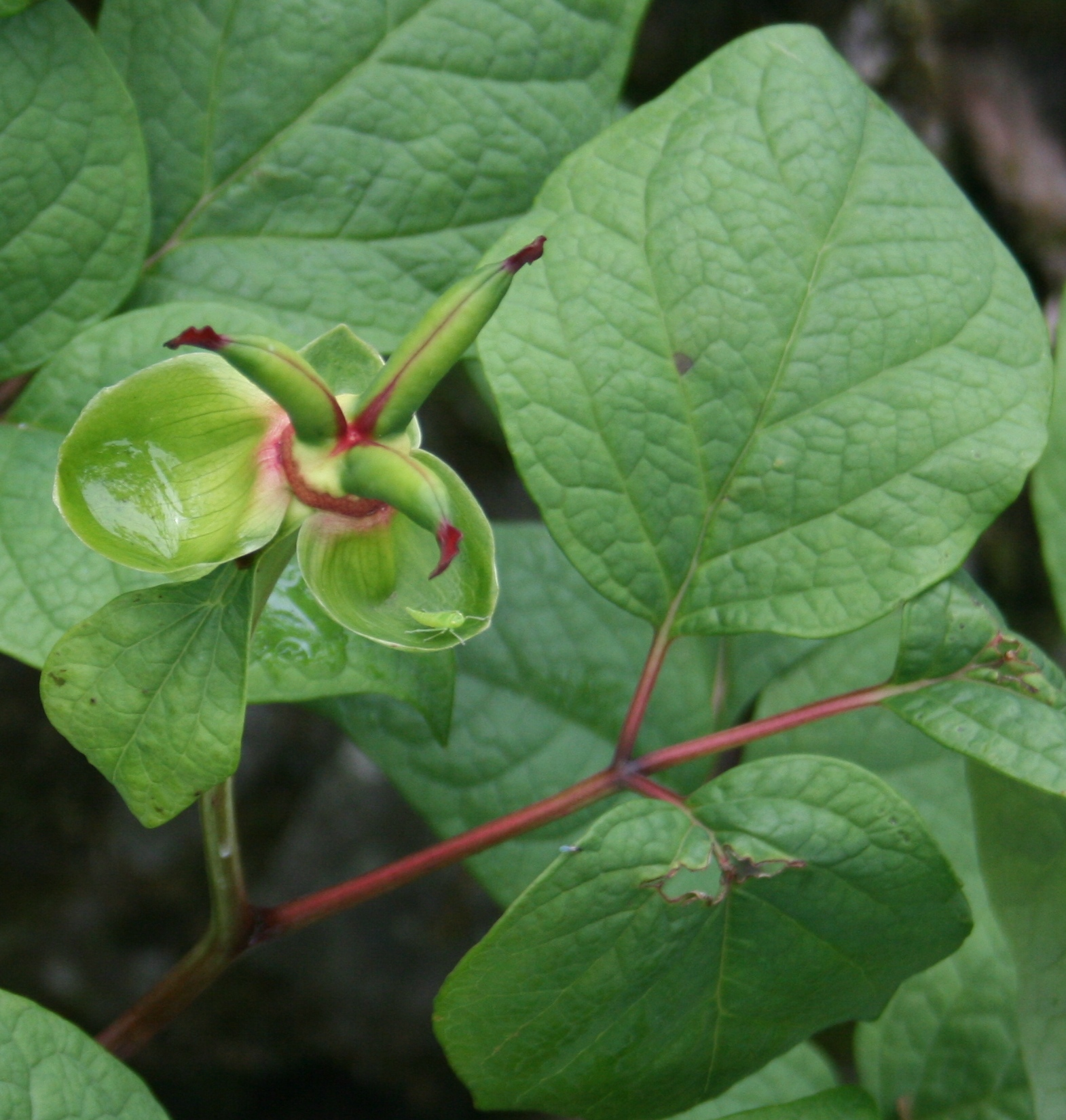
fruit.
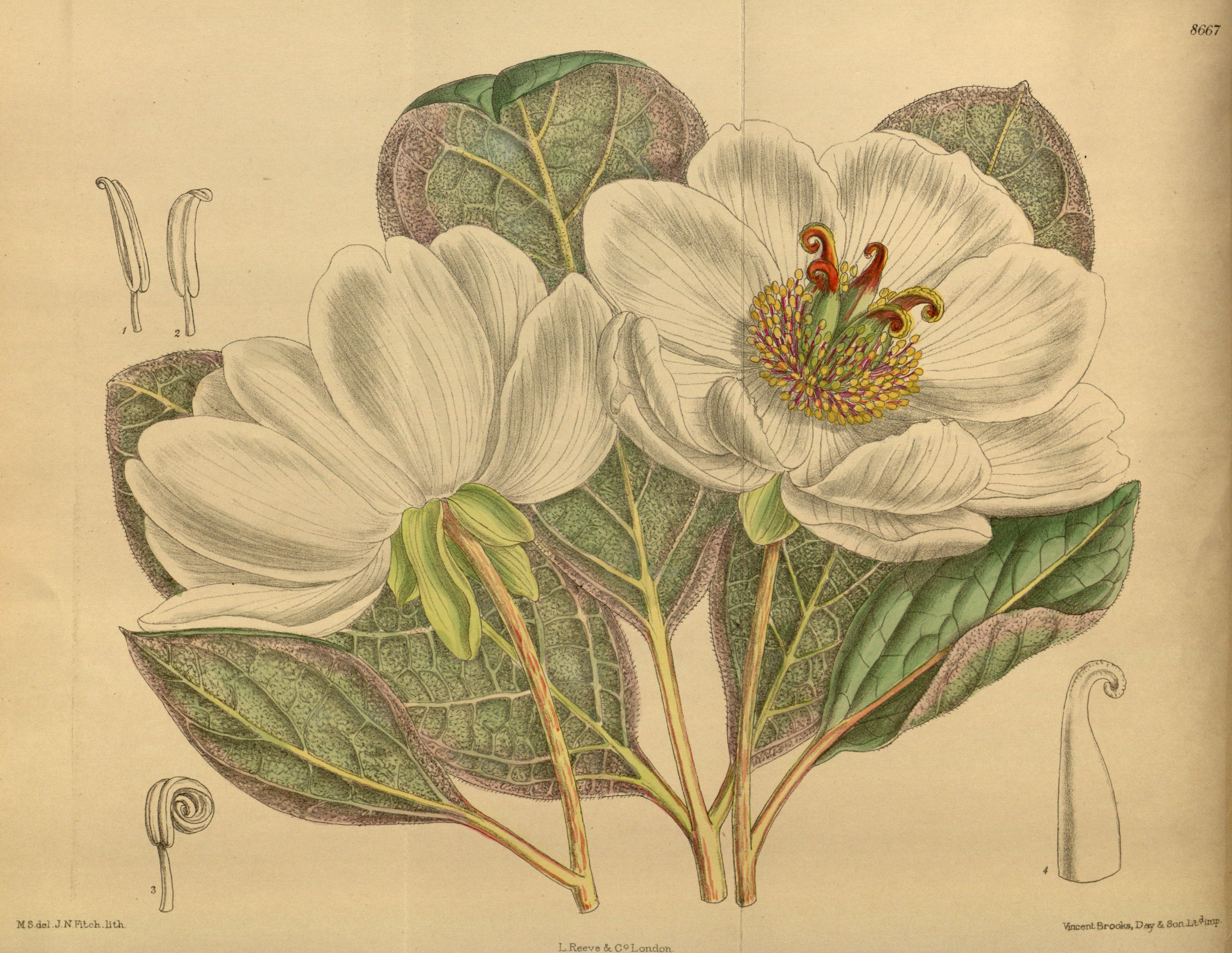
sous-espèce willmottiae.

## Taxonomie

### Histoire de la taxonomie
Karl Maximovich en 1859 a été le premier à décrire cette espèce, sur la base d'un spécimen collecté dans l'oblast de l'Amour, qui il avait des fleurs rose-violet. En 1879, Spencer Le Marchant Moore crée P. oreogeton, dont le type vient de Kuandian. Une variété à pétales blancs a été découverte à Honshu par Tomitaro Makino et nommée P. obovata var. japonica en 1898, mais Hisayoshi Takeda estimait en 1910 qu'elle méritait d'être reconnue comme sa propre espèce, P. japonica . Otto Stapf a décrit P. willmottiae en 1916 sur la base d'un spécimen du jardin de Miss Willmott, qui a été élevé à partir de graines qui avaient été collectées par Ernest Henry Wilson en Chine. P. vernalis, de l'Extrême-Orient russe (Oussouriïsk), a été décrit par Karl Mandle en 1921. Nikolai Schipczinsky pensait que seules quatre espèces étaient présentes en Russie : P. obovata, P. japonica, P. oreogeton et P. vernalis . FC Stern a modifié ce groupe en 1946 et a suggéré de fusionner P. oreogeton et P. vernalis avec P. obovata, et de réduire P. willmottiae à une variété, mais a conservé P. japonica . Wen-Pei Fang en 1958 n'était pas d'accord et pensait que P. willmottiae devait être conservé en tant qu'espèce. Presque tous les auteurs japonais, comme Jisaburo Ohwi en 1978, pensaient qu'il existait deux espèces au Japon, chacune avec deux sous-taxons : P. obovata var. obovata et var. glabra et P. japonica var. japonica et var. pilosa . Plus récemment cependant, les botanistes chinois considéraient tous ces types comme appartenant à la même espèce (ou conspécifité ).

### Classification moderne
Bien que P. obovata ait une grande variabilité morphologique et apparaisse à la fois comme diploïde et tétraploïde, ces caractères apparaissent dans n'importe quelle combinaison, bien que certaines soient beaucoup plus courantes que d'autres. Néanmoins, étant donné que la tétraploïdie et le dessous poilu des feuilles sont très fréquemment combinés et que cette combinaison se produit dans une zone spécifique, elle est reconnue comme la sous-espèce willmottiae, et tous les autres noms sont considérés comme des synonymes. Avec toutes les espèces de pivoines herbacées eurasiennes, Paeonia obovata appartient à la section Paeonia . La taxonomie de ce groupe de pivoines est compliquée en raison de l' évolution réticulée . Dans la révision la plus récente du genre, P. obovata est assigné à la sous-section Foliatae avec P. algeriensis, P. broteri, P. cambessedesii, P. clusii, P. coriacea, P. corsica, P. daurica, P. kesrouanensis, P. mairei et P. mascula. P. broteri, P. coriacea, P. cambedessedesii, P. clusii, P. rhodia, P. daurica ssp. mlokosewitschi, P. mascula ssp. hellenica et ssp. mascula et P. wittmanniana sont tous des hybrides de P. lactiflora et P. obovata,.

### Étymologie
L'épithète obovata se compose du latin ovatus, signifiant "en forme d'œuf" ou "ovale", et ob signifiant "opposé" ou "contre". Ensemble, cela signifie "en forme d'œuf inversé" et fait référence à la forme d'un foliole. La sous-espèce willmottiae tire son nom de l'emplacement de son spécimen type, le jardin de Miss Ellen Willmott à Warley Place dans l'Essex, en Grande-Bretagne. En anglais, elle est appelée parfois pivoine des bois.

## Répartition et écologie
La sous- espèce de P. obovata pousse dans des forêts allant des feuillus à feuilles caduques aux forêts de conifères et peut être trouvée à une altitude de 200 à 2800 m. En Chine, elle est présent naturellement dans l'Anhui, le sud-est du Gansu, le nord du Guizhou, le Hebei, le Heilongjiang, le sud-est et l'ouest du Henan, l'ouest du Hubei, le nord-ouest du Hunan, le nord du Jiangxi, l'est du Jilin, le Liaoning, le sud-est de la Mongolie intérieure, le sud du Ningxia, l'est du Qinghai, le sud du Shaanxi, Shanxi, Sichuan et nord - ouest du Zhejiang. Elle pousse également en Corée, en Extrême-Orient russe (Oblast de l'Amour, Kraï du Primorié, Sakhaline, Chikotan) et au Japon (Hokkaidō, Honshū, Shikoku et Kyūshū). Le ssp. willmottiae est confiné aux forêts de feuillus à des altitudes comprises entre 800 et 2800 m dans le voisinage de la chaîne de Qinling en Chine,,,.

## Utilisations
Les racines de P. obovata (avec P. lactiflora ) sont utilisées en médecine traditionnelle chinoise comme analgésique, calmant, anti-inflammatoire, et comme remède contre les maladies cardiovasculaires et les saignements. Il contient des glucosides monoterpéniques. Le peuple indigène Ainu d'Hokkaido utilisait cette plante, appelée horap ou orap, comme analgésique.
Le botaniste Ernest Henry Wilson a introduit Paeonia obovata en Europe en 1900 et elle a depuis été cultivée, initialement dans les jardins botaniques, mais elle est maintenant accessible au grand publlic.